# Platyoides mailaka
Platyoides mailaka là một loài nhện trong họ Trochanteriidae. Loài này phân bố ở Madagascar.